# Heutrégiville

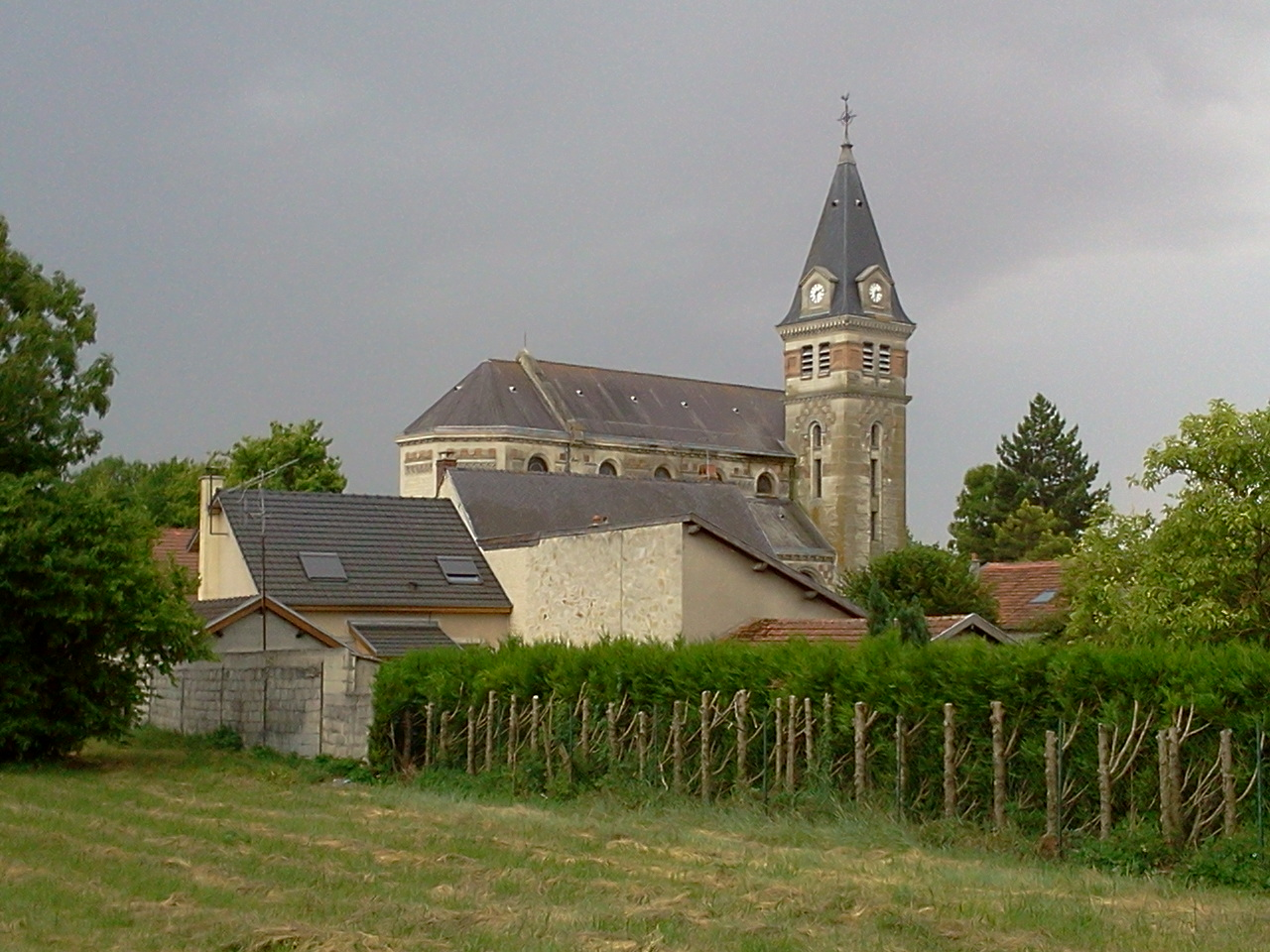
Kerk

Heutrégiville is een gemeente in het Franse departement Marne (regio Grand Est) en telt 398 inwoners (2010). De plaats maakt deel uit van het arrondissement Reims.

## Geografie
De oppervlakte van Heutrégiville bedraagt 11,63 km², de bevolkingsdichtheid is 34 inwoners per km².
De onderstaande kaart toont de ligging van Heutrégiville met de belangrijkste infrastructuur en aangrenzende gemeenten.

## Demografie
Onderstaande figuur toont het verloop van het inwonertal (bron: INSEE-tellingen).

1. ↑  Populations de référence 2022.